# Блумсдејл (Мисури)
Блумсдејл (енгл. Bloomsdale) град је у америчкој савезној држави Мисури.

## Демографија
По попису из 2010. године број становника је 521, што је 102 (24,3%) становника више него 2000. године.
| Група             | 2000.       | 2010.       |
| Белци             | 412 (98,3%) | 514 (98,7%) |
| Афроамериканци    | 0 (0,0%)    | 3 (0,6%)    |
| Азијати           | 0 (0,0%)    | 0 (0,0%)    |
| Хиспаноамериканци | 2 (0,5%)    | 0 (0,0%)    |
| Укупно            | 419         | 521         |